# Clube Desportivo Estrela
El Clube Desportivo Estrela fue un equipo de fútbol de Portugal que jugó en el Campeonato de Portugal, la tercera división nacional.

## Historia
Fue fundado el 28 de septiembre de 2011 en la ciudad de Amadora al noroeste de la capital Lisboa con el nombre Clube Desportivo Estrela por el movimiento Sempre Tricolores como la reencarnación del CF Estrela Amadora, equipo que desapareció en 2011 por problemas financieros. Originalmente el club nació como equipo de fuerzas básicas pero fue hasta 2018 que crearon al primer equipo, el cual es reconocido como sucesor del club desaparecido.
En 2019 se fusiona con el Club Sintra Football del Campeonato de Portugal y toma su lugar en la tercera división nacional con el nombre del club original, y será dirigido por Rui Santos.
En el verano de 2020 el club desaparece y nace el CF Estrela da Amadora SAD.